# روبل ترانسنیسترین
روبل ترانسنیسترین (به انگلیسی: Transnistrian ruble) (به زبان بومی: ruble transnistrene) یکای پول رایج در کشور ترنسنیستریا است. مسئولیت کنترل این یکای پول برعهدهٔ بانک جمهوری ترنسنیستریا قرار دارد.